# Patrice Joseph Lhoni
Patrice Joseph Lhoni, né en 1929 et décédé en 1976 est un écrivain congolais (Congo-Brazzaville).

## Biographie
Ancien professeur de français et cofondateur du lycée Chaminade de Brazzaville sous la direction des frères Marianistes, il a été Secrétaire d’administration, directeur de la Régie municipale des transports brazzavillois, responsable du service culturel de la ville de Brazzaville en même temps qu’il assurait l’intérim du secrétariat général de la ville de Brazzaville.
Entre 1950 et 1960, il est journaliste à France-équateur l'avenir de R. Mahe et F. Senez, La Semaine de l’AEF (actuellement La Semaine africaine), à Liaison (revue des cercles culturels de l’AEF) qu’il dirigea dans sa dernière année. Il a été directeur de l’Institut d’études congolaises et du Centre congolais du théâtre.

### Aux Éditions Acoria
- Le Troisième Jour suivi de L’Exode, Collection Récits,  (ISBN 2-912525-45-4)
- Le Troisième Jour, édition nouvelle, Collection Récits, Paris, 2013,  (ISBN 978-2-35572-105-2)
- L'exode, édition nouvelle, Collection Récits, Paris, 2013,  (ISBN 978-2-35572-106-9)
- Guirlandes fanées, Contes du Congo Brazzaville, Collection Contes d'ici et d'ailleurs,  (ISBN 2-912525-72-1)
- Le Masque des Mots-Sous le toit de mon père, Collection Proverbes,  (ISBN 2-912525-70-5)
- Théâtre Complet, préface de Caya Makhélé (écrivain et directeur des Éditions Acoria) 
  - Tome I  (ISBN 978-2-35572-053-6) (2011) 
    - L'annonce faite à Mukoko ou Mbulu-Mbulu
    - Quand le bras est malade
    - Matricule 22
    - Mayindombi

  - Tome II  (ISBN 978-2-35572-054-3) (2011)
    - Les Trois francs ou Malanda de Mbenseke
    - Liberté
    - Kombabeka reine de Bonga

  - Tome III  (ISBN 978-2-35572-055-0) (2011) 
    - Les princes de Mbanza-Kongo
    - La tragédie de Tchimpa Vita ou les préparatifs du bûcher de Kilombo
    - Les termites
- Brazzaville "Cœur de la nation congolaise" (1880-1970)  (ISBN 978-2-35572-052-9)(04/2017)
- Georges Brassens "Les diables s'en mêlent à présent !", Collection Essai, Paris 2012  (ISBN 978-2-35572-087-1)

### Aux Éditions BoD (Nouvelles éditions)
- L'annonce faite à Mukoko et Quand le bras est malade, vol. 1/2  (ISBN 978-2-3220-199-22), Mbonghi, Books On Demand, juin 2019.
- Matricule 22, vol. 3  (ISBN 978-2-3220-998-70), Mbonghi, Books On Demand, mai 2018.
- Les trois francs ou Malanda ds Mbenseke vol. 5  (ISBN 978-2-3221-435-80), Mbonghi, Books On Demand, août 2018.
- Liberté, procès intemporel contre l'asservissement de l'homme (noir), vol. 6  (ISBN 978-2-3221-236-43) Mbonghi, Books On Demand, août 2018.
- Les princes de Mbanza-Kongo, vol. 8  (ISBN 978-2-3221-219-46) Mbonghi, Books On Demand, mai 2018.
- La tragédie de Tchimpa Vita ou les préparatifs du bûcher e Kilombo, vol. 9  (ISBN 978-2-3221-456-69), Mbonghi, Books On Demand, août 2018.
- Théâtre - Œuvre complète, préface de Caya Makhélé,  (ISBN 978-2-3222-110-05), Mbonghi, Books On Demand, mai 2020
- Le Troisième jour – plaidoirie pro domo, Nlle édition  (ISBN 978-2-3221-478-09), Mbonghi, Books On Demand, août 2018.
- L'exode, Bisi Mavula, Nouvelle édition,  (ISBN 978-2-3221-485-78), Mbonghi, Books On Demand, mars 2019.
- Guirlandes fanées – Contes et légendes du Congo—Brazzaville, (ISBN 978-2-3221-923-97), Mbonghi, Books On Demand, 2019.
- Le Masque des Mots – Sous le toit de mon père (Traduction de proverbes Kongo en français), Nouvelle édition  (ISBN 978-2-3221-225-85), Mbonghi, Books On Demand, juin 2018.
- Georges Brassens : les diables s’en mêlent à présent ! Nouvelle édition  (ISBN 978-2-3221-485-92) Mbonghi, Books On Demand, novembre 2018.
- Brazzaville : Cœur de la nation congolaise (1870-1970), Nouvelle édition  (ISBN 978-2-3221-217-48), Mbonghi, Books On Demand, 2018.
- Du pays d'où nous venons, poésie à deux mains. (collaboration posthume avec Benoist Saul Lhoni)  (ISBN 978-2-3221-182-05), Mbonghi, Books On Demand mars 2018.